# هاوارد تروزدل
هاوارد تروزدل (انگلیسی: Howard Truesdale؛ ‏ ۳ ژانویهٔ ۱۸۶۱ – ۸ دسامبر ۱۹۴۱) بازیگر اهل ایالات متحده آمریکا بود.
از فیلم‌هایی که وی در آن‌ها نقش داشته‌است، می‌توان به ببر ماده و به غرب برو اشاره نمود.